# Kinsekibun

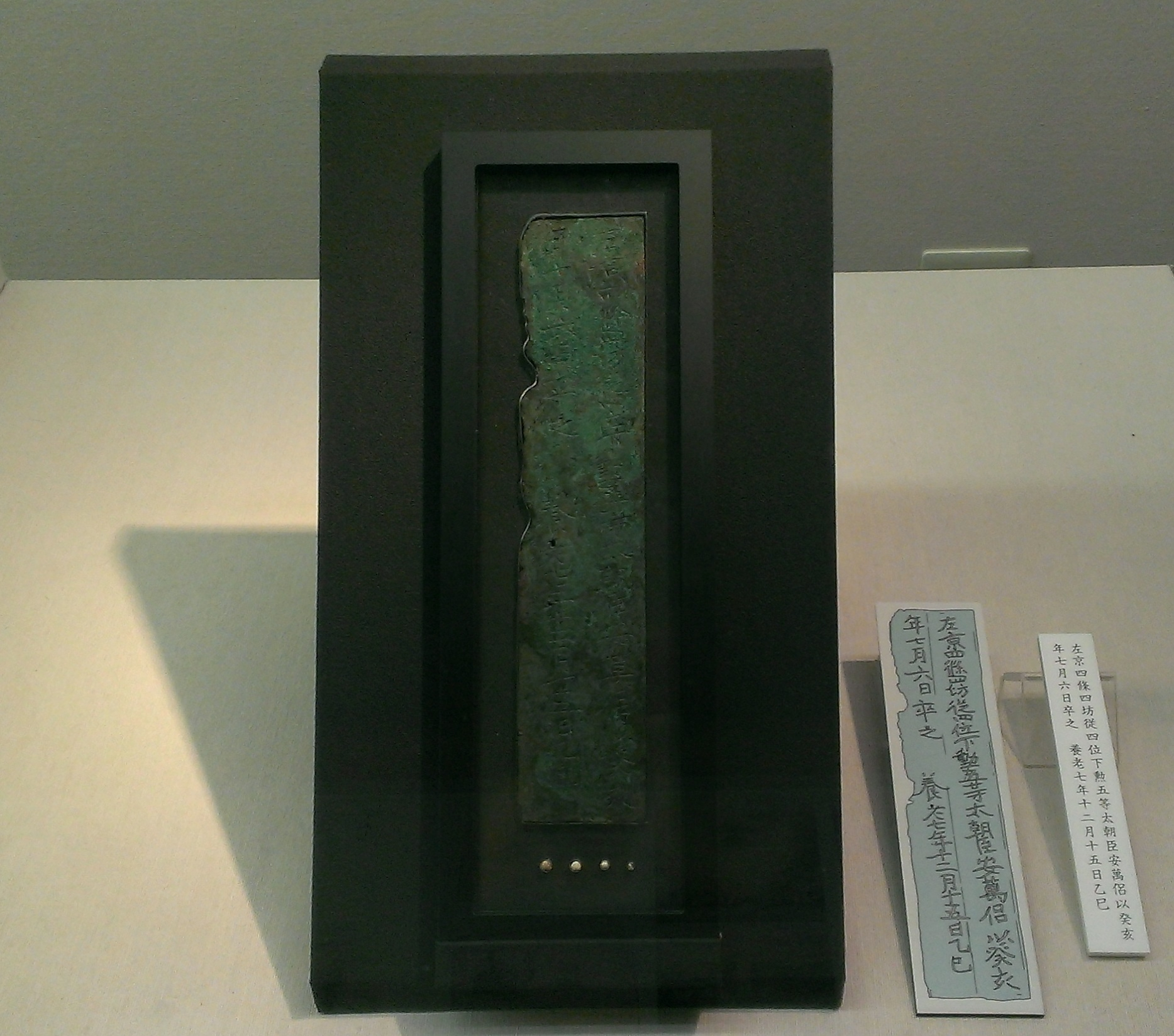
Odnaleziona w mieście Nara brązowa tabliczka nagrobna Ō no Yasumaro, uznana oficjalnie w Japonii za „ważny zabytek kultury” (jūyō bunkazai 重要文化財)

Kinsekibun (jap. 金石文; dosł. napisy w metalu i kamieniu) – japońskie inskrypcje ryte lub kute w metalu bądź kamieniu, odlewane z metalu, ewentualnie pisane tuszem, uważane za szczególnie wartościowe źródło historyczne, służące do badania japońskiej starożytności.

## Typy inskrypcji i przykłady
Wyróżnia się dwa rodzaje napisów w zależności od bezpośredniego związku z przedmiotem, na którym je umieszczono:
- inskrypcje przekazujące określoną treść, upamiętniające osobę lub wydarzenie, np. na pomnikach czy tabliczkach nagrobnych (tutaj właśnie włącza się niekiedy napisy tuszem na ceramice czy drewnianych mokkanach)
- inskrypcje wskazujące autora czy datę wykonania przedmiotu, np. na mieczach, lustrach brązowych, rzeźbach, dzwonach, pojemnikach na dokumenty bądź sutry itp.

Najwcześniejsze odnalezione kinsekibun, które zostały wykonane w Japonii, datowane są na V w. n.e., choć poprzedzają je artefakty importowane z Chin lub Korei. Za najstarsze przykłady uważa się napisy wykonane na następujących przedmiotach:
- miecz żelazny odkryty w grobowcu Inariyama (prefektura Saitama), datowany na 471 rok, którego obustronna, inkrustowana szesnastokaratowym złotem inskrypcja liczy w sumie 115 znaków chińskich
- miecz z grobowca Eta-Funayama (prefektura Kumamoto) z ok. 470 roku, na którym wyryto i wypełniono srebrem 75 znaków
- lustro w Suda-Hachimangū (prefektura Wakayama) z 443 lub 503 roku, na którego inskrypcję składają się 43 znaki

Tego typu inskrypcje kinsekibun zawierają najwcześniejsze przykłady man’yōgany, tj. użycia znaków chińskich do fonetycznego zapisu wyrazów japońskich (w tym wypadku jedynie nazw własnych, ponieważ całość napisów sporządzona jest w klasycznej chińszczyźnie).

## Etapy odczytywania inskrypcji
Jolanta Tubielewicz wyróżniła trzy fazy odszyfrowywania napisów typu kinsekibun:
1. zabiegi przygotowawcze (oczyszczanie, sporządzanie odbitek, prześwietlanie)
2. rekonstrukcja kształtu poszczególnych znaków oraz ich porównanie ze znakami z tej samej i z innych inskrypcji
3. interpretacja napisu w kontekście danych archeologicznych i historycznych